# Thelymitra formosa
Thelymitra formosa là một loài thực vật có hoa trong họ Lan. Loài này được Colenso miêu tả khoa học đầu tiên năm 1884.